# وستسلیینا
وستسلیینا (به لاتین: Vastseliina) یک سکونتگاه مسکونی در استونی است که در وستسلیینا پاریش واقع شده‌است.